# Alexandria Villaseñorová
Alexandra Villaseñorová (* 18. května 2005) je americká klimatická aktivistka, žijící v New Yorku, členka hnutí Fridays for Future a následovnice klimatické aktivistky Grety Thunbergové, spoluzakladatelka US Youth Climate Strike a zakladatelka Earth Uprising.

## Život
Villaseñorová se narodila v roce 2005 ve městě Davis v Kalifornii, kde také vyrůstala. V roce 2018 se její rodina přestěhovala do New Yorku. Jejím cílem je jednoho dne pracovat pro OSN.

## Aktivismus
Villaseñorin boj za klimatickou spravedlnost začal, když se během rodinné dovolené v Kalifornii ocitla v kouři z lesní požáru Camp Fire. Villaseñorovátrpí astmatem, tak se jí udělalo fyzicky špatně a během této doby si vyhledala informace o současné změně klimatu a jejím příspěvku k závažnosti požáru. Její matka Kristin Hogue se zapsala do magisterského programu Kolumbijské univerzity o klimatu a společnosti a Villaseñor se občas zúčastnila jejích hodin, kde se naučila víc o klimatické změně. Zanedlouho poté se přihlásila do klimatického aktivistického hnutí New York's chapter of Zero Hour.
Villaseñorová podnikla podobné akce pro klima jako Greta Thunbergová, která ji svým proslovem na Konferenci OSN o změně klimatu 2018 v Katovicích. A od 14. prosince přestala chodit každý pátek do školy a místo toho protestovala před budovou Organizace spojených národů v New Yorku. Současně už není součástí hnutí US Youth Climate Strike a založila skupinu Earth Uprising, která se zaměřuje na edukaci o klimatické změně.
V květnu 2019, byla Villaseñorová oceněna cenou Disruptor Award od Tribeca Disruptive Innovation Awards (TDIA), získala stipendium od organizace The Common Good public advocacy a byla od Earth Day Network oceněna cenou Youth Climate Leadership.
Villaseñorová společně s Xiye Bastidovou a dalšími klimatickými aktivisty přivítala Gretu Thunbergovou když se v srpnu 2019 doplavila do New Yorku.
23. září 2019 podala Villaseñorová, společně s dalšími aktivisty včetně Grety Thunbergové, Catariny Lorenzové a Carlem Smithem, právní stížnost proti pěti zemím, které nejsou na dobré cestě, aby splnily cíle snížení emisí, ke kterým se zavázaly ve svých závazcích k Pařížské dohodě: Argentina, Brazílie, Francie, Německo a Turecko.
V půlce října 2019 se v Kodani zúčastnila C40 World Mayors Summit.
V půlce ledna 2020 se jako řečník zúčastnila Světového ekonomického fóra a také se 24. ledna se společně s Gretou Thunberg zúčastnila Školní stávky pro klima ve městě Davos v Švýcarsku.
19. srpna 2020, Villaseñorová mluvila na sjezdu Demokratické strany USA v sekci o klimatické změně.
1. prosince 2020 byla časopisem Seventeen označena za jeden z hlasů roku 2020.